# Chrześcijańskie Centrum „Pan jest Sztandarem” – Kościół w Tarnowie
Chrześcijańskie Centrum „Pan jest Sztandarem” – Kościół w Tarnowie – chrześcijański kościół protestancki działający na terenie województwa podkarpackiego oraz małopolskiego. Kościół został zarejestrowany w 1997 roku.
9 lipca 1997 roku wspólnota została wpisana do Rejestru Kościołów i Związków Wyznaniowych.